# Бен Чаплін
Бен Чаплін (англ. Ben Chaplin, при народженні Бенедикт Джон Грінвуд; 31 липня 1969)  — британський актор. Найбільш відомий за ролями у таких фільмах, як «Правда про котів і собак», «Площа Вашингтона», «Тонка червона лінія», «Іменинниця», «Відлік убивств», «Красуня на сцені», «Новий світ», «Водяний кінь: Легенда глибин», «Доріан Грей», «Попелюшка», «Сноуден», «Легенда про Тарзана», «Розкопки». Серед його телевізійних ролей — «Скажені пси» та «Невер». 

## Раннє життя
Чаплін народився 31 липня 1969 року у Віндзорі, в графстві Беркшир, Англія, в сім'ї Синтії (уродженої Чаплін), вчительки, і Пітера Грінвуда, інженера-будівельника. У нього є сестра Рейчел і брат Джастін.
Чаплін зацікавився акторством у підлітковому віці, після участі в театральній постановці в шкільні роки в Королівській вільній школі імені принцеси Маргарет. У віці сімнадцяти років він вступив до школи музики і драми Гільдхолл в Лондоні. Свою ранню акторську кар'єру він продовжував між випадковими роботами в якості офісного працівника, а також деякий час працював статистиком в Лондонському транспортному управлінні. 

## Фільмографія
- 1993 : Наприкінці дня / (The Remains of the Day) — Чарлі
- 1996 : Правда про кішок і собак / (The Truth About Cats & Dogs) — Браян
- 1997 : Площа Вашингтона[en] / (Washington Square) — Морріс Тавнзенд
- 1998 : Тонка червона лінія / (The Thin Red Line) — рядовий Белл
- 2000 : Загублені душі / (Lost Souls) — Пітер Келсон
- 2001 : Іменинниця / (Birthday Girl) — Джон